# Вилчаново
Вилча́ново (болг. Вълчаново) — село в Бургаській області Болгарії. Входить до складу общини Средець.

## Населення
За даними перепису населення 2011 року у селі проживали 103 особи, з них 88 осіб (97,8%) — болгари.
Розподіл населення за віком у 2011 році:
Динаміка населення: